# Cariño (Galicien)
Cariño ist eine galicische Hafenstadt in der Provinz A Coruña. Sie gehört zur Comarca de Ortegal. Einen Einwohner nennt man cariñés, eine Einwohnerin cariñesa.
Die Gemeinde wurde 1988 selbstständig, als sie sich aus der Gemeinde Ortigueira löste.

## Geografie

### Geografische Lage
Cariño liegt an der Nordküste Galiciens, rund fünf Kilometer südlich des Cabo Ortegal am westlichen Eingang der Bucht Ría de Ortigueira. Das Gemeindegebiet reicht im Westen hinauf bis zur Garita de Herbeira in der Serra da Capelada.

## Gemeindegliederung
Die Gemeinde Cariño ist in fünf Parroquias gegliedert:
| Parroquias | Patrozinium    | Einwohner 2024 | Fläche km² | Dichte Einw./km² | Höhe msnm | Ortskennzahl |
| ---------- | -------------- | -------------- | ---------- | ---------------- | --------- | ------------ |
| Cariño     | San Bartolomeu | 2.591          | 11,27      | 230              | 25        | 15901010000  |
| Feás       | San Pedro      | 149            | 2,03       | 73               | 20        | 15901020000  |
| Landoi     | Santiago       | 134            | 11,81      | 11               | 41        | 15901030000  |
| A Pedra    | Santa María    | 796            | 19,40      | 41               | 87        | 15901040000  |
| Sismundi   | Santo Estevo   | 99             | 2,50       | 40               | 53        | 15901050000  |

### Fließende Gewässer
Die Bäche auf dem Gemeindegebiet sind kurz und haben eine hohe Fließgeschwindigkeit. Sie entspringen alle in der Serra da Capelada und fließen Richtung Osten. Die sechs wichtigsten sind:
- Río Soutullo;
- Río Maguleiro;
- Río Sagrón;
- Río Lourido;
- Río Seixo;
- Río de Barreiros.

## Klima
Die jährlichen Niederschläge im Gemeindegebiet schwanken zwischen rund 2.000 mm auf den Höhen der Serra da Capelada und rund 1.000 mm unten in der geschützten Bucht. Die mittlere Jahrestemperatur liegt bei 13–14 °C.

## Verkehr
Die wichtigste Straße nach Cariño, die DP-6121, schafft eine Verbindung nach Ortigueira. Eine lokale Straße führt an der Küste entlang zum Kap Ortegal. Die DP-2205 führt hinauf auf die Serra da Capelada.

## Wirtschaft

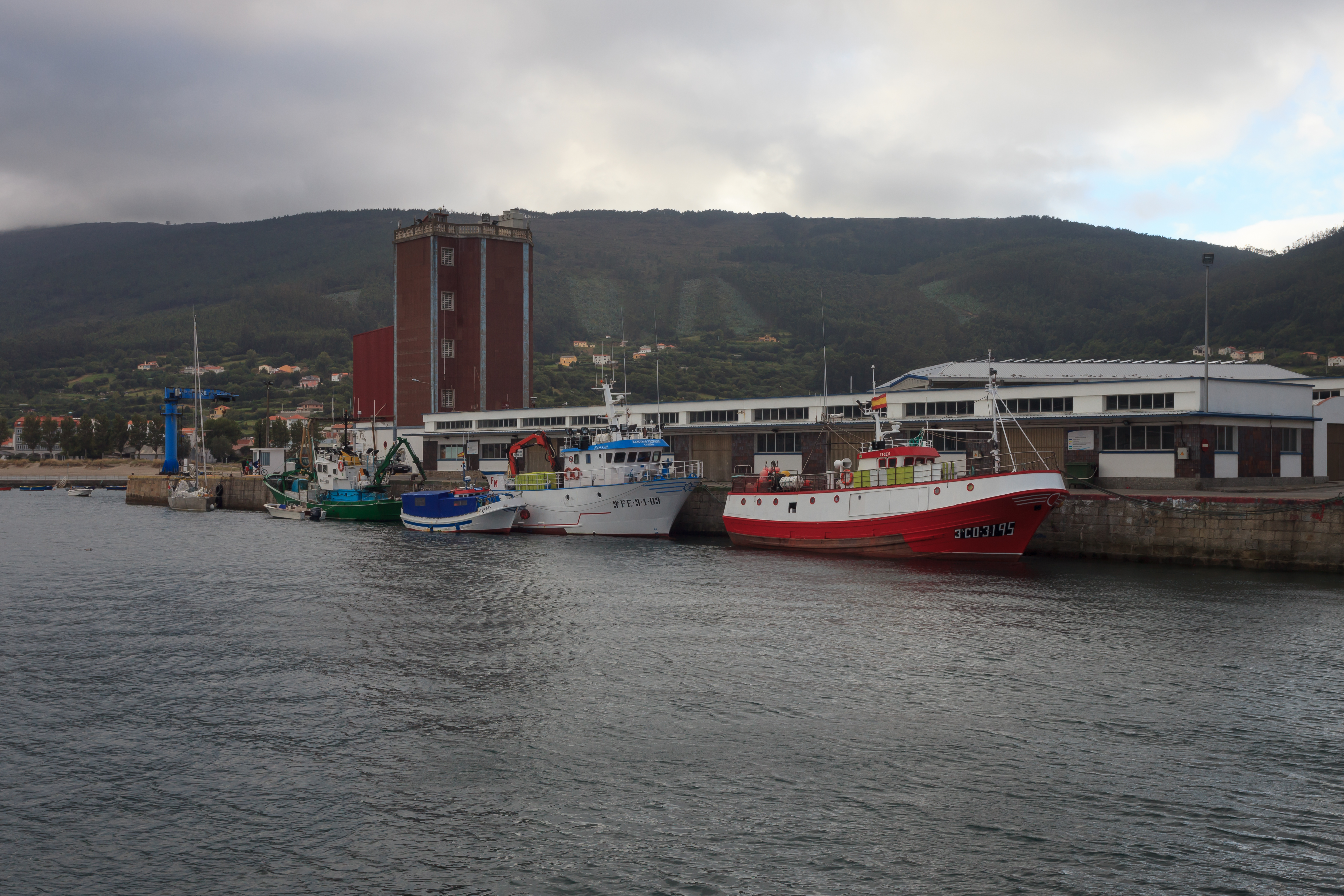
Fischerboote im Hafen von Cariño

Haupt-Wirtschaftszweig ist der Fischfang und die fischverarbeitende Industrie. In der Gemeinde Santiago de Landoi wird Dunit abgebaut.
| Ackerbau, Viehzucht und Fischerei                                                  | 0126  | 011,28 |
| Industrie                                                                          | 0127  | 011,37 |
| Bauwirtschaft                                                                      | 0111  | 09,94  |
| Dienstleistungsbetriebe                                                            | 0753  | 067,41 |
| Total                                                                              | 1.117 | 100,00 |
| * Daten aus dem Statistischen Amt für Wirtschaftliche Entwicklung in Galicien, IGE |       |        |

## Geschichte
Funde in der Serra Capelada beweisen, dass das Gemeindegebiet schon in prähistorischer Zeit besiedelt war. Am Monte do Limo wurden Feuerstein-Splitter gefunden. Dolmen befinden sich am Coto de Lodeiro, der Hornacina-Höhle, dem Coto da Zarza und deren zwei bei der Garita de Herbeira.
Die befestigten Siedlungen Castro da Moura, Castro da Cancela sowie das Castro an der Punta do Castro beweisen, dass der Ort in der Keltenzeit ebenfalls besiedelt war. In San Xiao do Trebo steht eine Kapelle auf den Resten einer römischen Villa.
Später war Cariño ein Fischerdorf. 1584 verzeichnete das Gemeinderegister „39 Bürger und 125 Seelen“. Anfang des 17. Jahrhunderts wurde Cariño Teil der Grafschaft von Santa Marta de Ortigueira.
Mit dem Bau von Fischkonservenfabriken Ende des 19. und Anfang des 20. Jahrhunderts nahm der Fischfang größere Ausmaße an. Die Familien der Fabrikbesitzer, zum Teil aus Katalonien eingewandert, zum Teil aus der Umgebung stammend, bildeten ein neues Großbürgertum. Bei der katastrophalen Galerne von 1887 wurde ein Teil der Schiffe und der Fabriken zerstört. Tragisch verliefen auch die Proteste von 1897, an denen der größte Teil der Bevölkerung teilnahm und bei denen die Guardia Civil gewaltsam gegen die Demonstranten vorging.
Der wirtschaftliche Wandel führte zur Bildung eines Proletariats im Fischereisektor und eines Kleinbürgertums und zur Verbreitung der Frauenarbeit in der Industrie. Die Arbeiterschaft schloss sich, wie in anderen Fischereiorten Spanien, gewerkschaftlichen Syndikaten wie der Confederación Nacional del Trabajo an. Die franquistische Unterdrückung nach dem Staatsstreich von 1936, verbunden mit Morden, Verhaftungen und Fluchten ins Exil, war in der Region besonders hart. Bürgerkrieg und Auswanderung drückten Fischerei und Fischverarbeitung in den Niedergang.
In den Jahren 1940 bis 1960 erholte sich dieser Sektor wieder. Die Flotte wuchs und wurde modernisiert. Hochseefische wie Tunfisch und Seehechte verbesserten den wirtschaftlichen Ertrag und die soziale Lage der Bewohner. Als die Erträge aus dem Fischfang allmählich abnahmen, führte ab den 1980er Jahren der Abbau und der Export von Dunit zu neuer wirtschaftlicher Prosperität. Damals blühten auch kulturelle Aktivitäten auf. Das Festival de Teatro de Cariño wurde gegründet; es war eine Zeitlang eines der bedeutendsten Theatertreffen Spaniens. Zwei Bildungszentren wurden eröffnet. Im Jahr 1988 trennte sich die Gemeinde von Ortigueira und wurde selbstständig.

## Verwaltung
Mit der Selbstständigkeit der Gemeinde wurde der Sozialist José Luis Armada Bürgermeister. 1995 löste ihn nach zwei Wahlperioden Fernando Tallón vom konservativen Partido Popular ab. Nach wiederum zwei Wahlperioden wurde 2003 Armada erneut zum Bürgermeister gewählt. 2011 folgte ihm Maria Purificación Seixido Gómez vom BNG als Bürgermeisterin ins Amt.
Der Gemeinderat setzt sich zusammen aus drei Mitgliedern des BNG, vier Konservativen und drei Sozialisten. (Stand Oktober 2014)